# Bünyamin Balcı
Bünyamin Balcı, né le 31 mai 2000 à Samsun, est un footballeur turc qui évolue au poste d'arrière droit au Antalyaspor.

## Biographie
Né à Samsun, Balcı passe par plusieurs clubs d'Antalya avant de rejoindre l'Antalyaspor en 2012.

### Carrière en club
Bünyamin Balcı fait ses débuts professionnels avec Antalyaspor à l'occasion d'une victoire 4-3 en Coupe de Turquie contre Göztepe SK le 16 janvier 2020.
Lors de la saison 2019-20 de Süper Lig, il s'impose comme titulaire au poste d'arrière droit dans la défense du club d'Antalya.

### Carrière en sélection
Balcı est international turc avec l'équipe de futsal entre 2017 et 2019,.
Le 4 septembre 2020, il reçoit sa première sélection en équipe de Turquie espoirs, face à Andorre. Ce match gagné 1-0 rentre dans le cadre des éliminatoires de l'Euro espoirs 2021 (en).  
Le 29 mars 2021, Şenol Güneş le convoque pour la première fois en équipe de Turquie mais il ne joue aucun match avec cette dernière, restant sur le banc pendant l'intégralité de la rencontre du lendemain face à la Lettonie (3-3),.  

## Statistiques

### Statistiques détaillées
| Saison                | Club                  | Championnat           | Championnat | Championnat | Championnat | Coupe(s) nationale(s) | Coupe(s) nationale(s) | Coupe(s) nationale(s) | Supercoupe | Supercoupe | Supercoupe | Compétition(s) continentale(s) | Compétition(s) continentale(s) | Compétition(s) continentale(s) | Compétition(s) continentale(s) | Total | Total | Total |
| Saison                | Club                  | Division              | M.          | B.          | P.d.        | M.                    | B.                    | P.d.                  | M.         | B.         | P.d.       | Comp.                          | M.                             | B.                             | P.d.                           | M.    | B.    | P.d.  |
| 2019-2020             | Antalyaspor           | Süper Lig             | 16          | 0           | 0           | 7                     | 0                     | 0                     | -          | -          | -          | -                              | -                              | -                              | -                              | 23    | 0     | 0     |
| 2020-2021             | Antalyaspor           | Süper Lig             | 35          | 2           | 3           | 5                     | 0                     | 2                     | -          | -          | -          | -                              | -                              | -                              | -                              | 40    | 2     | 5     |
| 2021-2022             | Antalyaspor           | Süper Lig             | 34          | 2           | 3           | 2                     | 0                     | 0                     | 1          | 0          | 0          | -                              | -                              | -                              | -                              | 37    | 2     | 3     |
| 2022-2023             | Antalyaspor           | Süper Lig             | 34          | 0           | 3           | 2                     | 0                     | 0                     | -          | -          | -          | -                              | -                              | -                              | -                              | 36    | 0     | 3     |
| 2023-2024             | Antalyaspor           | Süper Lig             | 20          | 0           | 0           | 3                     | 0                     | 1                     | -          | -          | -          | -                              | -                              | -                              | -                              | 23    | 0     | 1     |
| Total sur la carrière | Total sur la carrière | Total sur la carrière | 139         | 4           | 9           | 19                    | 0                     | 3                     | 1          | 0          | 0          | -                              | -                              | -                              | -                              | 159   | 4     | 12    |